# بلانچارد راین
 بلانچارد راین (انگلیسی: Blanchard Ryan؛ زادهٔ ۱۲ ژانویهٔ ۱۹۶۷) یک هنرپیشه اهل ایالات متحده آمریکا است.